# Euphaedra upemba
Euphaedra upemba är en fjärilsart som beskrevs av Frans G.Overlaet 1955. Euphaedra upemba ingår i släktet Euphaedra och familjen praktfjärilar. Inga underarter finns listade i Catalogue of Life.